# 山中常耀
山中 常耀（やまなか つねあき、生年不詳 - 1791年12月30日（寛政3年12月6日））は、日本の江戸時代の庄屋。出雲国の戦国武将山中幸盛の子孫。山中頼興の長男、母は不詳、前名は好介または孝助、通称は（7代目）吉和屋彌右衛門と称した。長男は山中昌福、次男は吉和弥五兵衛。
墓所は広島市佐伯区の光禅寺境内山中家墓地にあり、法号は釋本覚常耀信士。

## 生涯
天明元年（1781年）12月18日に父である山中頼興が没したために家督を相続し（7代目）吉和屋彌右衛門と称して、塩浜経営に専念した。次男の吉和弥五兵衛には後町へ分家させた。
山中常諦以降の歴代の吉和屋（山中家）の当主は吉和屋彌右衛門の通称を継承し塩浜経営を行ったが、江戸後期に入ると塩田不況により、有力な浜主も塩浜をやむなく手放さざるを得なくなり、海老塩浜の塩浜も衰退していき、天保年間には吉和屋（山中家）は塩田不況の影響により塩浜経営に失敗し、多額の借金を背負ったために没落への道を辿る事になった。